# Zuninaspis
Zuninaspis – rodzaj stawonogów z wymarłej gromady trylobitów, z rzędu Asaphida. Żył w okresie wczesnego ordowiku.
Takson monotypowy. Rodzaj i jedyny gatunek, Zuninaspis acuminata, opisane zostały w 1957 roku przez Horacia Harringtona i Armanda Leanzę na podstawie skamieniałości pochodzącej z piętra arenigu, odnalezionej na terenie Argentyny.
Trylobit ten znany jest wyłącznie z nieco wypukłego i trochę szerszego niż długiego cranidium. Jego wydłużona, zaokrąglona na przodzie i nieco rozszerzona z tyłu glabella miała guzek pośrodkowy oraz cztery pary wgłębień bocznych. Przednia para wgłębień była bardzo delikatna i silnie ukośna, kolejna lepiej zaznaczona, dłuższa i tylko nieco ukośna, następna dość silna i zorientowana zgodnie z osią, a przedpotyliczna głęboka, szeroka, skośnie ustawiona i trójkątna w zarysie. Głęboka po bokach i bardzo płytka pośrodku bruzda potyliczna oddzielała szeroki pierścień potyliczny. Pole preglabellarne było tak szerokie jak pierścień potyliczny i wyposażone w słabą, podłużną listewkę pośrodkową, zanikającą ku przodowi. Jego wyniesiona przednia granica przedłużała się w spiczasty wyrostek środkowy. Fixigenae miały umiarkowanej długości pola palpebralne o tylnej krawędzi wydzielonej szeroką bruzdą i znacznie węższej od pierścienia potylicznego. Szew twarzowy miał postać strzałkowatą. Średniej wielkości oczy osadzone były w bliskim sąsiedztwie glabelli.